# Memória coletiva
A memória coletiva é um conceito historiográfico definido como um repositório abstrato de informações referentes a uma comunidade, grupo ou lugar que se constitui a partir de memórias individuais em seu processo de interação social. A memória coletiva é composta de símbolos, histórias, narrações e imagens que participam da construção identitária de determinado conjunto de indivíduos. Pierre Nora a definiu como "a memória, ou o conjunto de memórias, mais ou menos conscientes de uma experiência vivida ou mitificada por uma comunidade, cuja identidade é parte integrante do sentimento do passado".

## Etimologia
A palavra memória se relaciona à evolução e acepção linguística do termo μνήμη (em grego antigo: mnḗmē, “memória”, “lembrança”), relacionando-se, assim, ao mito grego da titânide e divindade da memória, Mnemosine (em grego: Μνημοσύνη). Relaciona-se, também, aos termos μέρμερος (mérmeros, “ansioso”), μέριμνα (mérimna, “cuidado, “pensamento”). No latim, é entendido por memoria, da junção de memor (“atenção, lembrança) + -ia. Acredita-se que a palavra tenha surgido da raiz *(s)mer- (lembrar, cuidar, pensar), da língua protoindo-europeia.

## Origens
O estudo da memória coletiva é tema de áreas como a História, a História da Arte, a Filosofia, a Antropologia, a Arqueologia, a Sociologia e a Psicologia Social. Sua definição, nessas áreas, costuma estar atrelada a outras noções e conceitos, como o de Amnésia Social, Enquadramento, Esquecimento, Identidade, Monumento e Testemunha. No século XX, alguns estudiosos que contribuíram para a definição do conceito de Memória foram o sociólogo Maurice Halbwachs, com o conceito de memória coletiva, o historiador Pierre Nora, com o conceito de lugares de memória, e o antropólogo André Leroi-Gourhan, que classificou a memória em três tipos: específica, étnica e artificial.
Na primeira década do século XXI, o filósofo Paul Ricoeur publicou a obra “A Memória, A História, o Esquecimento”, em que traz à reflexão o conceito de memória e de esquecimento a partir de uma abordagem fenomenológica. O antropólogo Jöel Candau pensa o conceito em relação ao de Identidade, e propõe pensar a Memória a partir de três níveis, dividindo-a em: (1) memória de baixo nível ou protomemória, (2) memória de alto nível ou memória de recordação ou reconhecimento, e (3) metamemória ou representação que os indivíduos fazem da sua própria memória. Outros autores deram ênfase no estudo da história do conceito de Memória e de como as sociedades históricas entenderam o fenômeno, como é o caso do historiador Jacques Le Goff, com seu verbete “Memória”, a historiadora Frances Yates, com seu estudo sobre a Arte da Memória, e o historiador e filósofo Paolo Rossi, com seus ensaios de história das ideias reunidos no livro “O Passado, a Memória, o Esquecimento”.
O conceito de Memória tem sido abordado nas ciências humanas e sociais para a discussão de temas de pesquisa e como conceito central em campos de estudos, tais como: as políticas de memória - tema abordado por Andreas Huyssen, por exemplo - a cultura da memória, desenvolvido por Beatriz Sarlo, as memórias sensíveis, as guerras de memória, o Revisionismo Histórico, as Artes Visuais, a Crítica Literária, a História Oral, o Patrimônio Cultural.
De acordo com Benito Bisso Schmidt, o interesse pelo fenômeno da memória nas diversas áreas do saber e também no campo da criação artística cresceu a partir da segunda metade do século XIX, período marcado pela industrialização e urbanização. Enquanto alguns grupos valorizaram e celebraram essas transformações como progressos no campo da ciência e da tecnologia, outros passaram a vê-las como responsáveis pela “perda dos vínculos comunitários”, pelo “esfacelamento das identidades consolidadas”, e pela “quebra das tradições”. Conforme o autor: “Diante das sensações de desenraizamento e de perda de referenciais, a memória delineou-se como um campo privilegiado de reflexões e debates”.
Naquele contexto, entre a segunda metade do século XIX e a primeira metade do século XX, os primeiros autores a se debruçar sobre o tema da memória foram: Sigmund Freud (1856-1939), que desenvolve o conceito em vários de seus escritos, Henri Bergson (1859-1941), autor de “Matéria e Memória: ensaio sobre a relação do corpo com o espírito”, Marcel Proust (1871-1922), autor do romance “Em Busca do Tempo Perdido”, e Maurice Halbwachs (1877-1945), de “A Memória Coletiva”, sendo este o mais referenciado pela historiografia desde a sua publicação.

## Definição
Memória coletiva é uma definição para o conceito de Memória apresentada pelo sociólogo francês Maurice Halbwachs. O conceito foi difundido principalmente a partir da publicação póstuma de seu livro deixado inacabado “A Memória Coletiva”, cuja primeira edição data de 1950 e foi publicada primeiramente na França. Antes disso, o tema da memória já estava presente na sua produção desde 1925, quando publicou “Os Contextos Sociais da Memória”, obra com forte influência da sociologia durkheimiana. Halbwachs é considerado um discípulo do sociólogo Émile Durkheim, e é identificado com o grupo da chamada Escola de Estrasburgo. Sua produção é definida como interdisciplinar, com aproximações com a ciência histórica, tendo Halbwachs, inclusive, mantido diálogos com Marc Bloch e Lucien Febvre, historiadores creditados como os fundadores da Escola dos Annales e que foram seus contemporâneos na Universidade de Estrasburgo.

A ideia principal da definição proposta por Halbwachs para o conceito de memória coletiva é que a memória é sempre formada pelo indivíduo no seu processo de interação social. Para o autor, a memória individual nunca está “inteiramente isolada e fechada”, mas o indivíduo que lembra o faz a partir de pontos de referência encontrados no mundo externo – na sociedade, na relação com o outro. Em uma passagem da sua obra, Halbwachs define esse pensamento:
Para que a nossa memória se aproveite da memória dos outros, não basta que estes nos apresentem seus testemunhos: também é preciso que ela não tenha deixado de concordar com as memórias deles e que existam muitos pontos de contato entre uma e outra para que a lembrança que nos fazem recordar venha a ser reconstruída sobre uma base comum. Não basta reconstruir pedaço a pedaço a imagem de um acontecimento passado para obter uma lembrança. É preciso que esta reconstrução funcione a partir de dados ou de noções comuns que estejam em nosso espírito e também no dos outros, porque elas estão sempre passando destes para aqueles e vice-versa, o que será possível somente se tiverem feito parte e continuarem fazendo parte de uma mesma sociedade, de um mesmo grupo.
A definição de que a memória individual depende e só é formada a partir de grupos de referência é retomada pelo autor de “A Memória Coletiva” mais adiante, quando reforça a impossibilidade de formação de uma memória individual que esteja deslocada da relação do indivíduo com o ambiente social em que vive. Nesse sentido, a própria linguagem escrita ou falada que os indivíduos carregam e expressam é um instrumento que permite que as lembranças sejam elaboradas:
Examinemos agora a memória individual. Ela não está inteiramente isolada e fechada. Para evocar seu próprio passado, em geral a pessoa precisa recorrer às lembranças de outras, e se transporta a pontos de referência que existem fora de si, determinados pela sociedade. Mais do que isso, o funcionamento da memória individual não é possível sem esses instrumentos que são as palavras e as ideias, que o indivíduo não inventou, mas toma emprestado de seu ambiente.
Alguns exemplos mencionados por Halbwachs para construir seu conceito se referem à memória da primeira infância. Segundo afirma, a não lembrança desse período das nossas vidas é explicada pelo fato de que, nesta fase, “nossas impressões não se ligam a nenhuma base [comum] enquanto ainda não nos tornamos um ser social”. Eventualmente, podemos ter a impressão de alguma lembrança da nossa primeira infância, mas se tratam de lembranças formadas mais tarde, a partir do que nos contam nossos pais sobre aquele período, por exemplo.
Halbwachs também propõe na sua obra mais conhecida uma distinção entre a memória coletiva e a história, apontando dois aspectos desta diferença. Primeiro, a memória coletiva se distingue da história por ser “corrente de pensamento contínuo”, por estar viva na consciência do grupo que a mantém e, por definição, não ultrapassar os limites desse grupo. Já a história, para o autor, é caracterizada por ser descontínua, por realizar a divisão dos fatos ou do tempo passado (como a divisão da sequência dos séculos em períodos), obedecendo a uma “necessidade didática de esquematização”. 
Além disso, a memória coletiva se apresenta de forma múltipla, sendo mais preciso, inclusive, se falar na existência de “muitas memórias coletivas”, diferentemente da história, que se apresenta como única. Como afirma o autor: “A história pode se apresentar como a memória universal da espécie humana. Contudo, não existe nenhuma memória universal. Toda memória coletiva tem como suporte um grupo limitado no tempo e no espaço”.
Sobre este pensamento de Halbwachs a respeito da História, José D’Assunção Barros aponta para o fato de que o sociólogo francês expressava a concepção de História ligada à historiografia francesa dos Annales e mesmo às historiografias marxistas daquele período, precedidas das “historiografias plurais” desenvolvidas mais recentemente, especialmente a partir das últimas décadas do século XX. O uso do conceito de memória coletiva de Halbwachs é muito recorrente nas produções de pesquisadores das ciências humanas e sociais, notadamente na área de História. Por exemplo, é a partir do conceito de Halbwachs que Pierre Nora desenvolve o conceito de Lugares de Memória.
Já Michel Pollak, que produziu sobre as chamadas memórias subterrâneas, irá retomar o autor de “A memória coletiva” para repensar o conceito de memória individual, e demonstrar como os sujeitos esquecem ou silenciam, por várias razões, quanto a temas que podem ser traumáticos (como a experiência do Holocausto, por exemplo).

## História e Memória Coletiva
O estudo da memória coletiva e de seus dispositivos tem sido cada vez mais abordados pela historiografia, principalmente após o término da Segunda Guerra Mundial e o aparecimento de testemunhos relativos ao Holocausto. O conceito de memória e sua relação com a História é discutido pelos historiadores desde o século XIX, quando se passou a defender a separação entre História e memória. Esse movimento se intensificou a partir da publicação de "Memória Coletiva" de Halbwachs, que influenciou novas gerações de historiadores a aprofundarem a discussão, inclusive em relação ao Tempo Presente.
Um dos trabalhos mais proeminentes nesse contexto é a obra do historiador francês Jacques Le Goff, “História e Memória”. Nessa publicação, cuja primeira edição remonta a 1988, o autor reúne uma série de ensaios e verbetes, publicados a partir de 1977, que discutem a relação da História com conceitos como memória coletiva, documento, decadência, tempo, monumento, entre outros.
Muitas vezes tratadas como sinônimos perfeitos, História e memória apresentam diferenças significativas dentro do debate historiográfico. No conceito de Halbwachs, a memória é definida como memória coletiva, formada a partir das memórias individuais na interação dos sujeitos em sociedade, e pode ser entendida como um “sistema organizado de lembranças, e cujo suporte são grupos sociais espacial e temporalmente situados”.
Em outro nível, há a memória nacional, que não se reduz ao somatório de todas as memórias coletivas, mas cujo intuito é oferecer uma ideia de unificação e integração a partir de uma memória única, ligada à identidade da nação. De acordo com o historiador Ulpiano Toledo Bezerra de Meneses, a memória nacional é da ordem da ideologia, sendo elaborada pelo estado e os grupos dominantes, interessados na “reprodução da ordem social”.
Como exemplos, pode-se pensar na memória nacional da França no período da Revolução Francesa, marcada pela busca de símbolos comuns que pudessem ativar o sentimento de identidade nacional e de unidade política após a queda do Antigo Regime. Uma das marcas daquele período foi a criação de museus e de monumentos históricos (o Museu do Louvre, em Paris, por exemplo, foi inaugurado em 1793). 
No Brasil, um exemplo de elaboração de uma memória nacional é encontrado no período ditatorial do Estado Novo, em que ações do estado intencionavam definir uma identidade nacional brasileira, esforço que resultou na criação de estruturas para elaborar essa nova identidade - como a criação do então Serviço do Patrimônio Histórico e Artístico Nacional.
Meneses também aponta que a distinção entre História e memória se deu com a transição de uma “História-narração” para uma “História-problema”, perspectiva historiográfica em que a memória passa a ser utilizada como fonte para a produção do conhecimento histórico, em uma operação crítica e interpretativa por parte do historiador. Para marcar essa distinção, Meneses pontua que a História é “forma intelectual de conhecimento, operação cognitiva”, enquanto a memória, ao invés, “é operação ideológica, processo psicossocial de representação de si próprio, que reorganiza simbolicamente o universo das pessoas, das coisas, imagens e relações, pelas legitimações que produz”. Com isso, o autor conclui que “a história não deve ser o duplo científico da memória, o historiador não pode abandonar sua função crítica, a memória precisa ser tratada como objeto da História”.

## Esquecimento e Memória Coletiva
A problemática do esquecimento, atrelada ao conceito de memória coletiva, é um dos temas abordados pelo filósofo Paul Ricoeur na sua obra “A Memória, a História, o Esquecimento”.
Segundo o autor, pensando primeiramente em termos clínicos, o esquecimento é uma condição da memória (pois é impossível lembrar-se de tudo), mas é deplorado na sociedade, assim como o são o envelhecimento e a morte. No mesmo sentido, o esquecimento é então tratado como uma disfunção no indivíduo, e contra a qual estudos e técnicas foram desenvolvidos ao longo do tempo (seja no campo científico da Neurociência e da Psicanálise, ou como técnica de memorização, como proposta pela Arte da Memória, surgida na Grécia Antiga). 
Além do nível psicopatológico, Ricouer fala do esquecimento como um abuso, noção aplicada às narrativas que visam a elaboração de um determinado passado histórico. Em que pese a narrativa, tal como a memória, ser fragmentária (“assim como é impossível lembrar-se de tudo, é impossível narrar tudo”), Ricoeur define os abusos de esquecimento como “falta excessiva de memória”, como comportamento de fuga de uma realidade histórica que pode ser incômoda a uma específica estrutura de poder. 
Os abusos de esquecimento são, como coloca o autor, uma vontade intencional de “não se informar, de não investigar o mal cometido pelo meio que cerca o cidadão, em suma, por um querer-não-saber”. Além disso, os abusos de esquecimento acarretam em desapossamento dos sujeitos sociais da possibilidade de narrarem a si mesmos, sendo-lhes impostas narrativas canônicas – nesse sentido, Ricouer fala dos perigos de uma “história oficial”.
Ao tratar do tema do esquecimento e dos abusos de esquecimento, o filósofo francês alude aos casos de anistia, encontrados na história desde o século V a.C. - com um decreto promulgado em Atenas Antiga, em 403 a.C. - passando pelo Edito de Nantes e casos de anistia já sob a República francesa, de diferentes períodos. À luz dos exemplos, a anistia é então tratada pelo autor como uma forma institucional de esquecimento, com repercussões políticas e jurídicas, que equivalem ao apagamento da memória, e a “dizer que nada ocorreu”.
A noção de abusos de esquecimento, apresentada por Ricoeur, certamente é aplicável para se refletir e discutir sobre outros contextos históricos além dos citados pelo autor, como os casos de anistia a crimes políticos no Brasil durante a Ditadura Civil-Militar, em que torturadores e demais agentes da ditadura foram beneficiados pela Lei da Anistia de 1979.

## Memórias Traumáticas e Memórias de Testemunho
Se a princípio os estudos sobre memória se concentraram na formação das memórias coletiva e das memórias oficiais, a partir da metade do século XX, com a intensificação dos estudos sobre o holocausto e seus desdobramentos históricos e sociais, há um movimento teórico que começa a compreender as memórias suprimidas, também definidas por Michael Pollak como memórias subterrâneas, como importantes fontes na construção dos debates sobre a história e a memória. Marcadas pela violência e pelo trauma, essas memórias foram, muitas vezes, por décadas silenciadas, circulando não em publicações, mas oralmente entre os grupos perseguidos.
Longe de serem esquecidas, essas memórias vêm à tona de forma abrupta quando o clima político permite. O papel dos testemunhos se mostra crucial nesse movimento de em que se afloram memórias traumáticas ou sensíveis.
Segundo Márcio Seligmann-Silva, o testemunho pode ser entendido dentro de dois paradigmas distintos – que não são de maneira alguma excludentes: o testemunho traz o caráter da evidência, da prova de quem viu algo que se passou e agora relata a um terceiro, nesse sentido ele se aproxima da cena da historiografia e mesmo do tribunal. Depois da metade do século XX, é possível identificar ainda um novo paradigma que emerge associado ao gênero, aquele do sobrevivente que testemunha.
O sobrevivente, por vezes, se recorda para esquecer e, porque não consegue esquecer, precisa narrar. Nesse sentido, o gênero literário de testemunho se aproxima para o autor como um exercício de superação do trauma. Seu relato é fragmentado e atravessado pelos não ditos, pelas lacunas, já que as palavras não conseguem portar experiências tão marcadas pela violência. Daí as diferentes estratégias literárias dos autores de se aproximarem do evento a ser memorado – a partir da metáfora, da ironia, da paródia, ou mesmo tocando apenas as “bordas” do evento.
Na América Latina, ao contrário de na Alemanha, nos Estados Unidos e na França, o testemunho foi entendido mais com um gênero literário do que como uma função da literatura. Observa-se no contexto latino-americano uma convergência maior entre a política e a literatura, uma vez que ele foi por vezes tido como o gênero mais propício a portar a memória dos esforços revolucionários. Nesse sentido, destaca-se a literatura cubana de testemonio. A função de documentação e reivindicação política é, assim, mais evidente, o que reduz o caráter da indizibilidade.
Para os sobreviventes, a objetividade da historiografia relacionada ao contexto da memória coletiva pode parecer insuficiente para portar a memória de genocídios, massacres, estupros coletivos, tortura, entre outros episódios de violência. Entretanto, essas ferramentas podem auxiliar ao fornecer um enquadramento e uma contextualização crítica para as obras de testemunho e outras fontes como as fotográficas. Por exemplo, as práticas de violência aplicadas aos corpos de sequestrados políticos precisam ser narradas, precisam de imagens, da capacidade de a testemunha situar suas lembranças em espaços e tempos: assim, a fotografia atuou como suporte material da memória e tornou diversos testemunhos mais críveis.

## Usos e Disputas pela Memória
A memória, entendida como uma forma de representação do passado, não espontânea e subordinada às dinâmicas sociais, tanto em seu âmbito individual como coletivo e, portanto, um campo de disputas narrativas que buscam criar um estatuto de verdade para versões selecionadas do passado em detrimento de outras memórias. Dessa forma, o que é lembrado e esquecido busca construir uma determinada compreensão do passado.
A lembrança de determinadas memórias pretende construir uma história oficial, detentora de uma narrativa hegemônica, unificadora, grandiosa e com uma visão positiva e enaltecedora do passado, privilegiando as memórias de grupos da elite, promovendo o esquecimento de narrativas que não corroboram com a versão de passado escolhida. A partir do século XX, mais precisamente após a Segunda Guerra Mundial, memórias de grupos antes silenciados passam a encontrar mais espaço, principalmente nas discussões relativas a memórias sensíveis e traumáticas.
Alvo de disputas entre diversos grupos, o processo de construção de uma memória social coletiva responde aos interesses e questionamentos do presente. As políticas públicas relacionadas à memória, tais como o tombamento de bens culturais, a construção de monumentos e museus, além do registro de bens imateriais, visando sua preservação, reconhecimento e valorização, evidenciam a seleção de memórias de acordo com as demandas do presente.